# Malaia
Malaia è un comune della Romania di 1 924 abitanti, ubicato nel distretto di Vâlcea, nella regione storica dell'Oltenia.